# John Herschel
John Frederick William Herschel (Slough, 7 marzo 1792 – Collingwood, 11 maggio 1871) è stato un astronomo, matematico e chimico britannico.

## Biografia

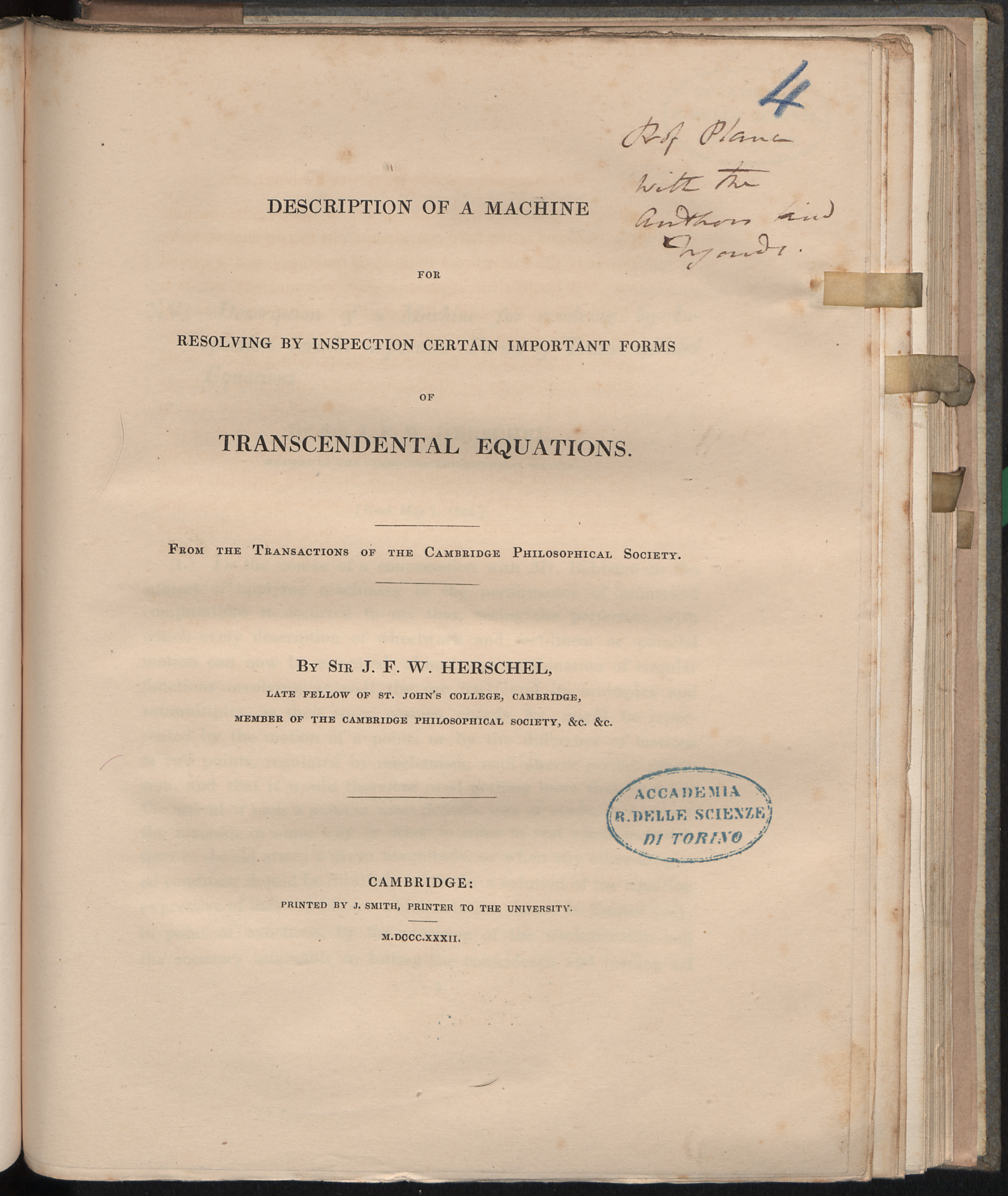
Description of a machine for resolving by inspection certain important forms of transcendental equations, 1832

John Herschel era figlio di William Herschel e inizialmente fu un giurista. Successivamente si dedicò, come il padre, all'astronomia, riprendendone pure l'osservatorio. Scoprì che le nubi di Magellano sono formate da stelle, pubblicò diversi cataloghi e introdusse la data giuliana nell'astronomia. Nel 1834 scoprì l'ammasso NGC 2018 all'interno delle nubi di Magellano. Nel 1848 venne nominato presidente della Royal Astronomical Society e nel 1850 coniatore di Sua Maestà.
John Herschel fu il primo a utilizzare il giorno giuliano nell'astronomia, portò importanti contributi al miglioramento dei procedimenti fotografici del periodo (dagherrotipia, calotipia e antotipia), scoprendo la proprietà del tiosolfato di sodio, al tempo iposolfito di sodio, nel fissaggio dell'immagine. Oltre a ciò, è considerato l’inventore della cianotipia. Coniò inoltre i termini fotografia, negativo e positivo.

## Opere
- (EN) Account of a series of observations made in the summer of the year 1825, London, William Nicol, 1826.
- (EN) Account of observations made with a twenty-feet reflecting telescope, London, Richard Taylor, 1826.
- (EN) On the parallax of the fixed stars, London, William Nicol, 1826.
- (EN) Address delivered by J.F.W. Herschel, President of the Astronomical Society of London, on the occasion of the delivery of the onorary medals of that Society, London, Richard Taylor, 1828.
- (EN) Report of the Committee to consider the subject reffered to in Mr. Stewart' Letter, relative to Mr. Babbage's Calculating machine, London, Clowes, 1829.
- (EN) John Frederick William Herschel, Description of a machine for resolving by inspection certain important forms, Cambridge, Smith, J, 1832. URL consultato il 24 giugno 2015.
- (EN) On the astronomical causes which may influence geological phaenomena, London, Richard Taylor, 1832.
- (EN) On the absorption of light by coloured media viewed in connexion with the undulatory theory, London, Richard Taylor, 1833.
- (EN) John Herschel, A Manual of Scientific Enquiry: prepared for the use of Her Majesty's Navy and adapted for travellers in general , con Charles Darwin, Henry T. De La Beche, William Jackson Hooker, Richard Owen e James Cowles Prichard, Londra, John Murray, 1849.

## Riconoscimenti
Nel 1831 ottenne il titolo nobiliare. Ha ricevuto la Medaglia Copley due volte, nel 1821 e nel 1847.
Gli è stato dedicato un cratere lunare, il cratere J. Herschel.